# 血色沉香

《血色沉香》是楊小雄执导的电视剧，2010年出品，共28集，该作品主要讲述抗日战争之前，一家酿醋的工厂和日本人之间发生的故事。

## 剧情简介
楚慶平是镇江的一个酿醋工厂的三少爷，在家人陆续被杀后，继承了酿醋厂，并且继承酿醋厂以及寻找仇人的时候，不断地成长，並將家業發展壯大。不仅如此，他还是一个深明大义的人，为了支援抗日战争，不惜将家产变卖，并全部用于抗日。

## 演员表
- 李亞鵬 飾 楚慶平
- 狄龍 飾 楚天舒
- 許還山 飾 葉公
- 吳冕 飾 丁佩菡
- 畢彥君 飾 三叔
- 王寧 飾 楚慶漢
- 黃鈺春 飾 楚慶生
- 方曉莉 飾 大少奶
- 王建國 飾 老四
- 王黎 飾 吳媽
- 趙立新 飾 周秀章
- 徐鼕鼕 飾 二少奶
- 尚國偉 飾 杜醫生
- 曹毅 飾 童掌櫃
- 孫寧 飾 井上純一郎
- 付亨 飾 田村次郎

方芳 飾 蘇纖芸
田原 飾 顧蘇
- 袁忠遠 飾 龍局長
- 欒浚威 飾 馮警長
- 陶珞依 飾 蘭兒
- 張宇菲 飾 佩珠
- 冉唯羣 飾 金處長
- 江化霖 飾 蘇歧山
- 項卉 飾 千代
- 關新偉 飾 德金
- 馬巖 飾 水根
- 劉一緹 飾 伊春
- 樊響天聞 飾 顧信
- 蔣昌義 飾 吳春潮
- 胡高峯 飾 吳管家
- 侯傑 飾 崔營長
- 菲麗斯亞 飾 琳達
- 葉新宇 飾 龍司令
- 郭萌 飾 復兒
- 任學海 飾 穆公
- 大喬 飾 馮.迪德里斯
- 崔嵬 飾 喬掌櫃

| 曲序 | 曲目           |      | 作曲   | 演唱   |
| ---- | -------------- | ---- | ------ | ------ |
| 1.   | 沉香（主题曲） | 謝迪 | 沙寶亮 | 沙寶亮 |

## 其他
- 在拍摄该作品的时候剧作组耗资500万搭民国醋坊。	[7]

## 相關連結
- 豆瓣电影上《血色沉香》的資料 （简体中文）
- 央视网链接